# Iourmaty Salavat
Le HK Iourmaty Salavat - en russe : ХК Юрматы - est un club de hockey sur glace de Salavat en Bachkirie en Russie. Il évolue dans la Pervaïa Liga.

## Historique
Le club est fondé en 2008. Il intègre la Pervaïa Liga en 2009 .

## Palmarès
- Aucun titre.